# Данієль Кастеллані
Данієль Хорхе Кастеллані (ісп. Daniel Jorge Castellani; нар. 21 березня 1961) — аргентинський волейбольний тренер, колишній волейболіст, головний тренер турецького чоловічого клубу «Фенербахче».

## Життєпис
Народжений 21 березня 1961 року.
Грав у клубах Аргентини, Бразилії, Італії (зокрема, «Петрарка Падуя», «Кутіба-Ізея» (Фальконара-Маріттіма). Тренував чоловічі національні збірні Аргентини (1994—1999), Фінляндії (2012), також клуби, зокрема, аргентинський «Болівар Волей» (Bolívar Voley, 2002—2006), турецький «Фенербахче» (2011—2012, 2013—2015), італійський «Sir Safety Conad Perugia» (Перуджа, 2015—2016), бельгійський «Ноліко» (Маасейк, 2016—2017), польські ЗАКСА (Кендзежин-Козьле, 2012—2013) та «Індикполь АЗС Ольштин» (2019—2021).
17 січня 2009 року оголосили про те, що Данієль Кастеллані, колишній тренер «Скри» (Белхатів), став новим тренером чоловічої збірної Польщі. У 2010 році його звільнили через поганий виступ команди на Чемпіонаті світу 2010, PZPS виплатив компенсацію за дострокове розірвання угоди.

### Досягнення
гравець
- володар Кубка ЄКВ 1986

тренер
- чемпіон Європи 2009 року (Туреччина),
- чемпіон Аргентини: 2003, 2004,
- чемпіон Польщі: 2007, 2008, 2009,
- володар Кубка Польщі: 2008, 2009, 2013,
- чемпіон Туреччини 2011.